# Принстон (Тексас)
Принстон (енгл. Princeton) град је у америчкој савезној држави Тексас. По попису становништва из 2010. у њему је живело 6.807 становника.

## Демографија
Према попису становништва из 2010. у граду је живело 6.807 становника, што је 3.330 (95,8%) становника више него 2000. године.
| Група             | 2000.         | 2010.         |
| Белци             | 2.980 (85,7%) | 4.526 (66,5%) |
| Афроамериканци    | 33 (0,9%)     | 433 (6,4%)    |
| Азијати           | 10 (0,3%)     | 82 (1,2%)     |
| Хиспаноамериканци | 379 (10,9%)   | 1.649 (24,2%) |
| Укупно            | 3.477         | 6.807         |